# Rīgas piena kombināts
Rīgas piena kombināts (RPK; рус. Рижский молочный комбинат) — предприятие по переработке молока в молочные продукты, главный офис компании расположен на улице Баускас в Риге, возле Южного моста.

## История
Предприятие было основано в период Первой Латвийской Республики в 1927 году под названием «Rīgas piena centrāle» (рус. Рижская молочная централь), с момента открытия работало в бывших помещениях Русско-Балтийского вагоностроительного завода на улице Валмиерас. В 1927 году было переработано 1 669 тонн молока, в 1937 — 14 042 тонн, в 1987—255 080 тонн, производились цельное молоко, масло, казеин, сливки, сметана, мороженое, в 1945 году началось производство плавленого сыра.
В 1940 году, после начала советской оккупации Латвии, предприятие было национализировано, нынешнее название носит с 1963 года (с 1978 года — на правах объединения), нынешний статус с 1994 года. С 1960 года действует цех по производству цельномолочной продукции. Были построены новые производственные корпуса (1963), цех по изготовлению детского питания (1964), административный корпус (1969), фабрика мороженого (1971). В объединение входили маслозаводы находящиеся в Кримулде, Малпилсе, Крапе и Тинужи.
В начале 1980-х годов Рижский молочный комбинат производил 45 % цельномолочной продукции республики. В 2001 году руководством комбината был выкуплен контрольный пакет акций предприятия «Limbažu piens». В 2003 году начали работу заводы по производству сыра и переработке молочной сыворотки. В том же году было открыто дочернее производство на Демянском молочном заводе в Новгородской области Российской Федерации. В 2020 в состав комбината вошла компания Rīgas piensaimnieks.
По состоянию на 2010-е годы продукция экспортируется в более десятка европейских стран, а также в США, Израиль и Казахстан.

## Бренды и продукты
Продукция производится под торговыми марками «Rasa», «Lāse», «Tio», «Ekselence», «Limbažu piens». Линейка молока Rasa выпускается в упаковках 0,5 л, 1 л и 1,5 л жирностью 2 % и 3,5 %.